# Халфон, Роберт
Ро́берт Ге́нри Ха́лфон (англ. Robert Henry Halfon; род. 22 марта 1969, Лондон) — британский политик, заместитель председателя Консервативной партии и министр без портфеля во втором правительстве Кэмерона (2015—2016).

## Биография
Дед Роберта Халфона — Ренато Халфон — проживал в Ливии и имел там бизнес по производству одежды, но бежал из этой страны 1968 году вследствие преследований евреев, которые начались после Шестидневной войны. Сначала он перебрался в Рим, затем — в Лондон. Роберт Халфон рос в лондонском районе Хампстед, со временем окончил Эксетерский университет, получив степень магистра искусств по специальности «государственный строй России». Его отец, ортодоксальный иудей Клемент Халфон, по состоянию на 2011 год проживал в Иерусалиме.
В 1987—1990 годах Роберт Халфон возглавлял Западный регион студенческой консервативной ассоциации (Western Area Conservative Students), в 1989—1990 годах — Консервативную ассоциацию Эксетерского университета. С 1998 по 2000 год являлся заместителем председателя Консервативной ассоциации района Воксхолл в Лондоне, член группы «Консервативный путь вперёд» (Conservative Way Forward), заместитель председателя организации консервативных друзей Азербайджана. С 2010 года состоит в группе «Консервативные друзья Израиля». В 2001 и 2005 годах Консервативная партия выставляла на парламентских выборах кандидатуру Халфона в избирательном округе Харлоу (графство Эссекс), но успеха он добился только на выборах 6 мая 2010 года. В 2014—2015 годах состоял парламентским личным секретарём канцлера Казначейства Джорджа Осборна.
7 мая 2015 года на очередных парламентских выборах снова победил в округе Харлоу, получив 48,9 % голосов, то есть на 4 % больше, чем в 2010 году.
11 мая 2015 года Дэвид Кэмерон завершил формирование нового кабинета, в котором Роберт Халфон получил должности министра без портфеля и заместителя председателя Консервативной партии.
17 июля 2016 года после отставки Кэмерона назначен младшим министром дополнительного профессионального образования, профессиональных навыков и ученичества в Министерстве образования Великобритании (данный пост не давал ему права участвовать в заседаниях первого кабинета Терезы Мэй).
12 июня 2017 года освобождён от должности младшего министра при формировании второго кабинета Мэй после относительной неудачи консерваторов на досрочных парламентских выборах. Это кадровое решение подверглось критике наблюдателей, поскольку именно Халфон выступает за расширение разъяснительной работы партии среди рабочего класса, в значительной степени поддержавшего на выборах лейбористов. При этом сам Халфон заявил, что Консервативная партия может попасть в многолетнюю парламентскую оппозицию, если не проведёт ряд важных реформ — в частности, не примет наименование «Рабочая партия».
12 июля 2017 года избран председателем Комитета Палаты общин по образованию (Education Select Committee).

## Личная жизнь
Роберт Халфон перенёс в детстве одну из разновидностей ДЦП и пользуется костылями вследствие развившегося остеоартроза. Не женат, но живёт в Харлоу с постоянной партнёршей — Вандой Коломбо. Тем не менее, в 2015 году разразился скандал, когда выяснилось, что он вписал в свои парламентские расходы членские взносы престижного East India Club, где встречался с другой женщиной.